# Les Bordes (el Pont de Suert)
Les Bordes és una entitat de població del municipi del Pont de Suert, a la comarca de l'Alta Ribagorça. El 2019 tenia 14 habitants.
La caseria se situa a l'entorn de la cruïlla de les carreteres N-230 i N-260, al nord-oest del terme municipal.

## Història
El topònim prové del seu origen com a bordes utilitzades principalment pels habitants de Viuet que, amb el desenvolupament d'empreses hidroelèctriques i de noves comunicacions, s'establiren de forma permanent. Va pertànyer l'antic terme originari de Llesp.
Actualment disposa de diferents serveis turístics tot aprofitant la seva situació a peu de carretera.